# Kostel Nanebevzetí Panny Marie (Kbel)
Kostel Nanebevzetí Panny Marie v Kbelu v okrese Kolín je gotická jednolodní kamenná omítnutá orientovaná stavba z konce 14. století. Kostel je chráněn jako kulturní památka.

## Historie
Kostel Nanebevzetí Panny Marie Gotický kostel vystavěný na počátku 14. století, podle nalezených dokumentů nákladem vladyků z okolí; například Parduse ze Kbelu (doložen 1295), Oldřicha z Velimi nebo Maršíka a Rudolta z Radovesnice. Po poškození švédskými vojsky v roce 1634 byl kostel opraven renesančně v letech 1664–1666 nákladem Hanuše Fridricha z Trauttmansdorffu. V roce 1874 kostel silně poničil požár, při kterém také shořel vzácný barokní oltář s obrazem od Petra Brandla. Kostel byl v letech 1885–1886 velmi necitlivě opraven v novogotickém stylu, přičemž došlo ke zničení mnoha středověkých památek. Protože ale nebyl v nadcházejícím období řádně udržován, postupně chátral. Před dalším chátráním byl ušetřen až poněkud amatérsky prováděnými opravami kolínských patriotů, bratrů Jana a Ladislava Kamarýtovými.

## Popis
V západním průčelí je čtyřboká dvoupatrová věž se zazděným přístupem. Na východě je mnohoúhelný chór z pěti stran osmiúhelníku, bez nárožních opěráků. Při severním boku leží jednoduchá novější sakristie. Vchod do lodi, s lomeným gotickým obloukem, je na jižní straně. Loď má rozměry 13,30 × 7,62 metru. Strop je rovný. Po každé straně je pár novogotických oken.
Triumfální lomený gotický oblouk má rozpětí 4,25 m a odděluje kněžiště s rozměry 4,72 × 4,90 metru. Klenba je křížová, žebra spočívají na pětibokých římsových konzolách a protínají se v hladkých terčových svornících.
V severní zdi je umístěn gotický obložený vstup do sakristie. Sakristie má valenou, v oblouku lehce lomeném, klenbu.